# Теория Холла
Теория кодирования и декодирования Холла — критическая теория в области анализа приёма сообщений (англ. reception theory), сформулированная британским социологом Стюартом Холлом в труде «Encoding, decoding in the television discourse» (1973). В своих суждениях Холл основывался на примере телевидения, однако его подход применим и к другим массмедиа.

## Описание
Модель кодирования/декодирования поставила под вопрос конвенциональную модель коммуникации, представляющую собой линейную структуру: отправитель — сообщение — адресат. Согласно этой модели, отправитель создает сообщение, которое напрямую доходит до получателя, сохраняя свой первоначальный смысл. Холл счел этот процесс слишком изящным: он был скорее заинтересован тем, как зритель способен производить, а не обнаруживать истинное значение медиа-текста.
Эссе Холла бросает вызов всем трем компонентам массовых коммуникаций, утверждая, что:
- Значение сообщения не может быть четко зафиксировано отправителем
- Сообщение не может всегда нести очевидный и ясный смысл
- Аудитория не является пассивным приёмником сообщения

В качестве примера Холл приводит документальный фильм о просителях убежища. Он утверждает, что стремление создателей фильма вызвать сочувствие зрителей не гарантирует, что аудитория действительно испытает это чувство. Для реализма и акцента на факты документальная форма вынуждена обращаться к зрителю с помощью системы знака (аудиовизуальные признаки телевидения), что, с одной стороны, искажает намерения продюсера и режиссёра, а с другой — вызывает противоречивые чувства у аудитории.
Вместо того, чтобы назвать это искажение ошибкой или недостатком, Холл, напротив, встраивает его в систему коммуникационного обмена между моментом производства сообщения (кодированием) и моментом его приема (декодированием)
Согласно модели Холла, сообщения, получаемые аудиторией из телевидения и других СМИ, интерпретируются ею по-разному в зависимости от культурного бэкграунда человека, его экономического статуса, социального пространства, которое он занимает, и личного опыта. В отличие от других теорий СМИ, в которых роль зрителя сведена к нулю, Холл впервые выдвинул идею, что члены аудитории могут играть активную роль в расшифровке (декодировании) сообщений.

Именно в процессе декодирования осуществляется «семантическая герилья» против господствующей идеологии путём переосмысления преференциальных смыслов, заложенных в послание отправителями. Она возможна потому, что «не существует неизбежной зависимости между кодированием и декодированием: первое может попытаться навязать свои предпочтения, но не в состоянии предписать или гарантировать последнее, которое имеет собственные условия существования
.

## Типы восприятия аудиторией медиасообщения
Как уже сказано, общий вывод Холла состоит в том, что декодированный смысл не всегда совпадает с тем смыслом, который был закодирован, так как зритель подходит к содержанию, предлагаемому медиа, с другими „смысловыми структурами“, которые коренятся в его собственных идеях и опыте. Холл говорит, что предмет расшифровки может принять три различных положения:
- Доминирующая, либо желаемая реакция (англ. Dominant, or Preferred, Reading) — такая, какой её видит директор / создатель, когда хочет чтобы аудитория просмотрела медиатекст;
- Оппозиционное прочтение (англ. Opposition Reading) — аудитория отвергает предполагаемое создателем содержание и создаёт своё собственное;
- Согласованное прочтение (англ. Negotiated Reading) — компромисс между доминирующим и оппозиционным чтением, когда публика частично воспринимает мысли директора, но в то же время имеет свои собственные взгляды на текст.

## Дискурсивная модель (по Фиске)
Более свежие разработки в области анализа приема сообщений подчеркивают тот факт, что медиа-сообщения — это не просто закодированные языком смыслы, но смысловые конструкции, комбинирующие закодированный текст со смыслами, которые атрибутирует тексту его читатель. Согласно представлениям Джона Фиске („Television Culture“, 1987), медиа-текст — это продукт его читателей. Он указывает, что (телевизионная) программа становится текстом именно в момент чтения, то есть когда её взаимодействие с одной из её многочисленных аудиторий активирует какие-нибудь смыслы, которые она способна вызвать». Фиске вводит понятие «дискурс» и определяет его как «язык или систему репрезентации, которая развилась в ходе социальных процессов и которая создает и поддерживает когерентный набор смыслов относительно какого-то важного предмета». Определенное таким образом понятие дискурса весьма близко понятию смысловой структуры Холла (1980). По Фиске, множественность смыслов (полисемия) медиа-текстов — не просто демонстрируемый факт, но существенная характеристика средств медиа, делающая их популярными среди самых широких социальных слоев, и в разных социальных ситуациях.
В своей модели Фиске располагает смыслосодержащий текст на пересечении дискурсивного мира аудитории и дискурса, воплощенного в медиа-тексте. Телезритель вносит свой вклад в конструирование смысла текста, используя для этого свой собственный опыт. Важная переменная ТВ-дискурса — степень реализма. Чем «реалистичней» программа, тем более ограничены смыслы, которые могут быть сконструированы аудиторией. Чем более программа «полисемична», тем более она «открыта», тем больше разных текстов и альтернативных смыслов может быть сконструировано зрителями на её основе.

## Критика
Исследователь Е. Г. Дьякова в своей работе «Семантическая герилья в Рунете как способ политической борьбы» рассматривает теорию Холла как «теоретическе обоснование практических попыток на основе семантической герильи дестабилизировать гегемонистский культурный порядок, будь то неоколониализм или патриархатное общество». По её мнению, Холл с помощью своей теории научно обосновал тот факт, что гегемонистский культурный порядок не является всеобъемлющим. Сферу декодирования посланий E. Дьякова определяет как основное место борьбы за идеологическую гегемонию.